# سترزیمیرووcی
سترزیمیرووcی (به بلغاری: Strezimirovci) یک منطقهٔ مسکونی در بلغارستان است که در استان پرنیک واقع شده‌است.
 سترزیمیرووcی  ۲۵ نفر جمعیت دارد و ۸۳۰ متر بالاتر از سطح دریا واقع شده‌است.